# Eduardo-Javier de Lobkowicz
María Eduardo-Javier Fernando Augusto Gaspar de Lobkowicz (en francés: Marie Edouard-Xavier Ferdinand Auguste Gaspard de Lobkowicz; París, 18 de octubre de 1960 - Ivry-sur-Seine, 27 de abril de 1984) fue un aristócrata y militar francés. Hijo mayor del príncipe Eduardo de Lobkowicz y de la princesa María Francisca de Borbón-Parma, era miembro de la familia Lobkowicz y de la Casa de Borbón-Parma. El príncipe Eduardo-Javier fue un paracaidista que sirvió como teniente en la Reserva del ejército francés y fue miembro de la Soberana Orden Militar de Malta.
El 2 de abril de 1984, el príncipe Eduardo-Javier desapareció. Unas semanas más tarde, el 27 de abril de 1984, su cuerpo fue descubierto en el Sena. La autopsia reveló que había sido asesinado, con una herida de bala en la garganta y el omóplato izquierdo.

## Primeros años y familia
El príncipe Edouard-Xavier nació en el Hospital Americano de París el 18 de octubre de 1960, hijo del príncipe Edouard de Lobkowicz y de la princesa Marie Françoise de Borbón-Parma. Era miembro de la Casa de Lobkowicz, una casa principesca checa. Sus abuelos paternos fueron el príncipe Edouard Josef von Lobkowicz y la golfista y empresaria estadounidense Anita Lihme. Sus abuelos maternos fueron el príncipe Javier de Borbón-Parma, duque de Parma y Piacenza, pretendiente carlista al trono español y jefe de la Casa de Borbón-Parma, y Madeleine de Borbón-Busset, hija de Georges de Borbón-Busset, conde de Lignières y miembro de la línea no dinástica Borbón-Busset de la Casa de Borbón. Era bisnieto del industrial danés-estadounidense C. Bai Lihme y tataranieto del fabricante estadounidense Edward C. Hegeler. 
El príncipe Eduardo-Javier era sobrino de Carlos Hugo, de la princesa María Teresa de Borbón-Parma, de la princesa Cecilia de Borbón-Parma, y del príncipe Sixto Enrique. Era el hermano mayor de la princesa María Gabriela, el príncipe Roberto y el príncipe Carlos Enrique.
Después de graduarse de la escuela secundaria en Francia, asistió a la Universidad de San Francisco, donde se graduó con una licenciatura en 1983. Tenía planes de trabajar en finanzas. 
Fue estrecho colaborador de su tío Sixto Enrique de Borbón-Parma, pretendiente carlista al trono español. De haber vivido pudo haber sido llamado a la sucesión al trono de España.
El príncipe Eduardo-Javier era teniente de la reserva del ejército francés y había prestado servicio activo como paracaidista. Católico devoto, fue Caballero de Honor y Devoción de la Soberana Orden Militar de Malta.

## Desaparición y asesinato
El 2 de abril de 1984, el príncipe Eduardo-Javier salió de la residencia de sus padres en París para acudir a una cita tras recibir una llamada telefónica. Dos días después, sus padres denunciaron su desaparición a las autoridades francesas. Unas semanas más tarde, su coche fue descubierto en el aparcamiento de la Gare de Lyon. Su cuerpo, parcialmente descompuesto, fue descubierto el 27 de abril de 1984 en las aguas del Sena, al sureste (aguas arriba) de París, en Ivry-sur-Seine. Una autopsia reveló que recibió un disparo en la garganta y en el omóplato izquierdo, y que su cuerpo había estado en el agua "durante algún tiempo". Sus restos permanecieron sin identificar durante más de una semana después del descubrimiento, y su familia no fue notificada hasta el 4 de mayo de 1984. Le dispararon con un rifle de caza y su cuerpo fue arrojado al río Sena con una gran barra de hierro atada a su cintura. 
Tras su muerte se abrió una investigación, pero no se determinó el motivo del asesinato. El periódico francés France-Soir publicó una historia que sugería que había sido secuestrado y asesinado debido a las conexiones de su madre con organizaciones caritativas para cristianos libaneses y por la asociación de su padre con la industria armamentística. 